# 1966年自由民主党総裁選挙
1966年自由民主党総裁選挙（1966ねんじゆうみんしゅとうそうさいせんきょ）は、1966年（昭和41年）12月1日に行われた日本の自由民主党の党首である総裁の選挙である。

## 概要
1966年に佐藤栄作総裁の任期満了を受けて日比谷公会堂で行われた自由民主党総裁選挙である。再選を目指した佐藤に対し藤山愛一郎が対抗馬として出馬した。

## 選挙データ

### 総裁
- 選挙前：佐藤栄作（第5代）
- 選挙後：佐藤栄作（第5代）

### 投票日
- 1966年（昭和41年）12月1日
第18回臨時党大会（日比谷公会堂）で実施。

### 選挙制度
- 決選投票制
総裁公選規程に基づく公選

投票方法
秘密投票、単記投票、1票制
選挙権
党所属国会議員、党都道府県支部連合会地方代議員
被選挙権
党所属国会議員
有権者

（不明）
- 党所属衆議院議員：（不明）
- 党所属参議院議員：（不明）
- 地方代議員　　　：046

## 選挙活動

### 候補者
立候補制ではなかったものの、選挙活動した国会議員。
| 佐藤栄作                                                                  | 藤山愛一郎                                                                  | 野田卯一                                            |
|                                                                           |                                                                             |                                                     |
| 衆議院議員 （7期・山口2区） 内閣総理大臣（1963-現職） 党総裁（1964-現職） | 衆議院議員 （3期・神奈川1区） 外務大臣（1957-1960） 党総務会長（1963-現職） | 衆議院議員 （5期・岐阜1区） 元建設大臣（1951-1952） |
| 周山会 （佐藤派）                                                         | 愛正会 （藤山派）                                                           | 無派閥                                              |
| 山口県                                                                    | 東京府                                                                      | 岐阜県                                              |

## 選挙結果
佐藤が6割以上の得票で圧勝したが、反佐藤で立候補した藤山が中曽根派や松村派の支援を得て89票、同じく反佐藤の野田が9票を得た。前尾派は自主投票であったが反佐藤の大平正芳が派内をまとめ、領袖の前尾に47票が入った。
第1回総裁選から1972年（昭和47年）の第12回総裁選までは立候補制ではなかったため、自民党所属の国会議員への票はすべて有効票として扱われた。

### 候補者別得票数
| 候補者                   | 得票数 | 得票率 |
| ------------------------ | ------ | ------ |
| 佐藤栄作                 | 289    | 64.22% |
| 藤山愛一郎               | 89     | 19.78% |
| 前尾繁三郎               | 47     | 10.44% |
| 灘尾弘吉                 | 11     | 2.44%  |
| 野田卯一                 | 9      | 2.00%  |
| 小坂善太郎               | 2      | 0.44%  |
| 岸信介                   | 1      | 0.22%  |
| 松村謙三                 | 1      | 0.22%  |
| 村上勇                   | 1      | 0.22%  |
| 総計                     | 450    | 100.0% |
| 有効投票数（有効率）     | 450    | %      |
| 無効票・白票数（無効率） |        | %      |
| 投票者数（投票率）       |        | %      |
| 棄権者数（棄権率）       |        | %      |
| 有権者数                 |        | 100.0% |
| 出典：朝日新聞           |        |        |